# Vojtech Tuka
Vojetch Tuka (Štiavnické Bane, 4 luglio 1880 – Bratislava, 20 agosto 1946) è stato un politico slovacco.

## Biografia e carriera politica
Professore di diritto dal 1907 a Bratislava, militò dal 1922 nel cattolico e nazionalista Partito Popolare Slovacco (HSĽS). Dichiarato ammiratore di Mussolini e del fascismo italiano, fu redattore capo dell'organo del Partito Popolare, il giornale Slovák («Lo Slovacco»), e ne guidò l'organizzazione squadristica Rodobrana (Difesa patriottica), istituita con la funzione di mantenere l'ordine durante i comizi dell'HSĽS. 
Nel 1928 fu arrestato e condannato a quindici anni di carcere per attività anti-statale dalle autorità cecoslovacche, essendosi reso protagonista dell'organizzazione di un tentativo secessionista della Slovacchia da Praga: sul numero di Capodanno del giornale Slovák aveva pubblicato un lungo articolo in cui rese pubblica una clausola segreta, di cui non fu mai provata l'esistenza, della Dichiarazione di Martin, il documento con cui il popolo slovacco si era espresso a favore dello Stato ceco-slovacco. Secondo questa clausola, entro dieci anni dalla Dichiarazione, i rappresentanti della Slovacchia e del Paese Ceco avrebbero dovuto rinegoziare l'unione e la forma di Stato. La mancata rinegoziazione, secondo Tuka, avrebbe provocato l'illegittimità dello Stato ceco-slovacco in Slovacchia.
Nel marzo 1939, dopo la stipulazione del Patto di Monaco, l'occupazione tedesca di Boemia e Moravia e l'istituzione dello Stato indipendente slovacco alleato del Terzo Reich, divenne vice Primo ministro e in seguito, fino al 5 settembre 1944, Primo ministro del regime clerico-fascista e filotedesco di monsignor Jozef Tiso del quale, insieme al comandante della Guardia di Hlinka e ministro degli Interni Alexander Mach, rappresentò l'ala più accesamente oltranzista e ideologicamente affine al nazionalsocialismo tedesco.

## Il processo e la condanna a morte
Tra i più convinti sostenitori della legislazione antisemita messa in atto dal regime e della cooperazione con il Terzo Reich nella deportazione degli ebrei slovacchi nei campi di concentramento nazisti, nel 1946 fu processato da un tribunale della ricostituita Cecoslovacchia per collaborazionismo e, riconosciuto colpevole, venne condannato a morte e giustiziato mediante impiccagione.